# Un million d'arbres
 (mai 2024).
1 Million d’Arbres est une association écologiste fondée le 29 septembre 2017 par M. Jean-Paul Wabotaï dont la mission est de promouvoir la plantation d’arbres et la reforestation afin de lutter contre le réchauffement climatique.
L’association organise une Semaine nationale de Plantation d’Arbres ainsi qu’un Festival.
Le logo de l’association représente un globe terrestre sous la forme d’un arbre, avec en son centre une colombe blanche tenant un cœur dans son bec.

## Histoire

### Génèse
En 2005, l'artiste Jean-Paul Wabotaï est invité par Al Gore, alors vice-président américain, à Puerto Rico pour prendre part à l'Alliance pour une nouvelle humanité (Alliance for a New Humanity en anglais), rassemblement ayant pour vocation de réunir des personnalités souhaitant apporter des changements au niveau mondial. Durant ce rassemblement, Al Gore a abordé la question du changement climatique qui a profondément marqué Jean-Paul Wabotaï.
Lors de son passage à la radio France Bleu le 12 novembre 2019, ce dernier indique qu'une importante chute de neige sur Montpellier, dix ans après ce rassemblement, fut l'élément déclencheur à sa prise de conscience de la nécessité d'agir pour le climat.
Dans cette optique, l'association 1 million d'arbres est créée en 2017 autour de l'arbre. L'objectif est alors de parvenir à planter un million d'arbres.

### Missions
Depuis sa création en 2017, l'association s'engage pour la préservation et la plantation d'une grande variété d'arbres dont elle met en avant le rôle primordial au sein des environnements et leurs nombreux bienfaits pour la planète et les êtres vivants. Sa mission principale auprès du public consiste à une sensibilisation dès le plus jeune âge au changement climatique, à l'importance des arbres et à la préservation des écosystèmes et de la biodiversité qui lui sont liés.
Il s'agit également de promouvoir un engagement citoyen comme l'explique le fondateur de l'association : "Faire entendre au plus grand nombre l'importance des arbres dans nos vies et la réalité du changement climatique. Les usines, les avions, les bateaux seront toujours là, alors pour nous, simples citoyens, la seule réplique possible est de planter des arbres".

### Historique
L'objectif d'1 million d'arbres est de mobiliser différents acteurs, depuis les interventions dans les écoles, auprès des classes, à la demande des enseignants jusqu'aux partenariats avec diverses communes et métropoles.
Depuis 2018, l'association travaille en partenariat avec la ville de Montpellier et son maire d'alors, Philippe Saurel. Ce dernier s'engage à planter 1 000 d'arbres par an en mars et novembre.
En 2019, le président de la République Emmanuel Macron accorde à l'association son haut patronage,. La même année, le 29 novembre 2019, Elisabeth Borne témoigne de son soutien à l'association en filmant une vidéo dans laquelle elle plante un arbre au ministère de la transition écologique et solidaire dont elle avait la charge à ce moment-là. Elle accordera son haut patronage à l'association l'année suivante. C'est également en 2019 que l'Assemblée des Départements de France ainsi que trois départements, l’Hérault, la Sarthe et le Haut-Rhin, soutiennent l'action de l'association.
En 2020, 1 million d'arbre établit sa première collaboration avec la ville de Toulouse dans le cadre de la première semaine nationale de plantation d'arbres en France.
En 2021, Barbara Pompili, alors Ministre de l'écologie accorde à son tour son haut patronage à l'association.
En 2023, son objectif de plantation d'1 million d'arbres est atteint et dépassé avec 50 000 000 arbres plantés.

## Financement
L’association ne reçoit actuellement pas de subventions publiques mais elle est soutenue financièrement par la fondation Arconic et Kawneer France.
De plus, l’association a eu recours à la vente aux enchères d'œuvres d’art produites par son fondateur, M. Wabotaï, afin de financer en partie un de ses projets : la replantation de 200 hectares de forêt situés à Monze, dans l’Aude.

## Principaux projets
L’association produit un festival annuel, a créé la semaine nationale de plantation d’arbres, et gère d’autres projets comme la replantation de la forêt de Monze.
La première édition du festival 1 Million d’arbres a vu le jour en mars 2018, à Montpellier. Lors de ce festival, le botaniste reconnu Francis Hallé participe à une conférence sur le thème de l’importance de l’arbre. Cette expérience pousse l’association a créé la semaine nationale de plantation d’arbres en France.
La ville de Toulouse décide de conclure un partenariat avec l’association et devient ainsi la ville pilote pour la première semaine nationale de plantation d’arbres. Cette dernière a eu lieu entre le 23 et le 27 novembre 2020. Cette première édition est placée sous le Haut-Patronage du Ministère de la Transition Écologique. Durant celle-ci, la mairie de Toulouse s’engage à planter mille arbres dans vingt quartiers de la ville. L’association, à travers l’organisation de cette semaine dédiée à la plantation d’arbres, cherche à sensibiliser le grand public aux enjeux environnementaux et à améliorer ses connaissances des forêts et des arbres.
D’autres éditions de la semaine nationale de plantation d’arbres ont eu lieu les années suivantes.
En novembre 2021, la ville de Toulouse choisit de se réengager avec l’association 1 Million d’Arbres et accueille la deuxième semaine nationale de plantation d’arbres. C’est la ville de Marseille qui sera l’hôte de la quatrième semaine nationale, en 2024.
Le projet majeur actuel de l'association est la restauration de la forêt de Monze, dans le département de l’Aude. Le 14 août 2019, un important incendie a ravagé la quasi-totalité de la forêt communale. Le maire de la commune, M. Christian Caverivière, a décidé de s’associer avec 1 Million d’Arbres afin de restaurer les 700 hectares détruits mais aussi de lever des fonds afin d'accélérer le reboisement de la forêt.